# Sybota
Sybota là một chi nhện trong họ Uloboridae.